# Marián Labuda
Pour les articles homonymes, voir Labuda.
Marián Labuda, né le 28 octobre 1944 à Hontianske Nemce (République slovaque) et mort le 5 janvier 2018 à Bratislava (Slovaquie), est un acteur slovaque.

## Biographie
- Formation : École supérieure des arts de la scène de Bratislava
- Parentèle : Richard Labuda (sk)
- Enfant : Marián Labuda ml. (sk)

## Filmographie

### Au cinéma
- 1966 : Kým sa skoncí táto noc : Milo
- 1967 : Zmluva s diablom : Milos
- 1970 : Pán si nezelal nic
- 1970 : Zlocin slecny Bacilpysky
- 1971 : Hodina modrych slonu : Seller of Christmas tree
- 1976 : Pacho, hybský zbojník : Erdödy
- 1977 : Rêves en rose : Mistr
- 1980 : Demokrati
- 1981 : Buldoci a tresne : Carmello
- 1984 : Král Drozdia Brada : Principál, zalárník
- 1984 : Prodavac humoru : Musicien
- 1984 : Radikální rez : Tancos
- 1985 : Falosny princ : Vezír
- 1985 : Mon cher petit village : Pávek Pávek
- 1985 : Sladke starosti : Miklós
- 1986 : Velká filmová loupez
- 1988 : Andel svádí dábla : velkostatkár Duranský (en tant que Marian Labuda)
- 1988 : Sedm hladových : Havránek (voix)
- 1989 : Dobrí holubi se vracejí : farár Dorenda
- 1989 : La Fin du bon vieux temps (Konec starych casu) : Josef Stoklasa
- 1989 : Vázení prátelé, ano : Trade unionist
- 1990 : Nemocný bílý slon : Kocanda
- 1991 : The Thieves (court métrage)
- 1991 : La Tentation de Vénus : Von Schneider
- 1991 : Tajomstvo alchymistu Storitza : Stepark
- 1991 : Zebrácká opera : Peachum
- 1993 : Petites Musiques de chambre : Porter
- 1994 : Akumulátor 1 : Teacher Zima
- 1994 : Andelské oci : Rezník (en tant que Marian Labuda)
- 1994 : Les Aventures d'Ivan Tchonkine : Opalikov
- 1994 : Na krásnom modrom Dunaji : Výtahár
- 1994 : Vekslák aneb Staré zlaté casy : Lájos
- 1995 : Rudi, le petit cochon : Pförtner 2 (en tant que Marian Labuda)
- 1995 : Le Jardin (Záhrada) : Otec
- 1996 : Ubu roi : King Ubu
- 1997 : Lotrando a Zubejda : Sultan
- 1997 : Orbis Pictus : Emil
- 1997 : Ptak ohnivak : Hunchback
- 1999 : A Fountain for Susan : Baba Leo
- 1999 : All My Loved Ones : Helmut Spitzer
- 2000 : Jadviga párnája : Barovszky, the priest
- 2000 : Krajinka : Kusalik
- 2001 : Posledná vecera (court métrage)
- 2006 : Moi qui ai servi le roi d'Angleterre : Walden
- 2007 : Roming : Roman
- 2008 : Taková normální rodinka : Postolka
- 2009 : Janosik, roi des voleurs : Kristof Ugronovic
- 2010 : Destová víla : Sun
- 2011 : Sur le départ (Odcházení ; Leaving)
- 2012 : Tak fajn : Milan st.
- 2014 : Andelé vsedního dne : angel Hachamel
- 2016 : Andel Páne 2 : Baker
- Date inconnue : Zlatovláska

### À la télévision

#### Séries télévisées
- 1984 : Rozprávky pätnástich sestier
- 1992 : Uctivá poklona, pane Kohn : Rabbi
- 1993 : Arabela se vrací : Papp
- 1993-1994 : Le Petit Vampire : Geiermeier
- 1995 : Rex, chien flic : Dr. Mudr. E. Svoboda
- 1996 : Bubu a Filip : Huber
- 1996 : Silvánovci : Silván
- 1997 : Cetnické humoresky : kongresman Slepicka
- 2000 : Hrísní lidé mesta brnenského : Kosvanec - velkouzenár
- 2006 : Náves : Pepík Stehlík / Stehlík
- 2006 : Príkopy
- 2009-2010 : Czech Family Saga : Janko Martinák
- 2011 : O mé rodine a jiných mrtvolách
- 2015 : Stopy zivota : Klein

#### Téléfilms
- 1965 : Neprebudený : Ondrás Machula
- 1975 : Kean
- 1977 : Popleta
- 1979 : Taví zadok : Martin Macy
- 1985 : Tri krát tri je devät
- 1988 : Terno
- 1990 : Le Compagnon de voyage (Vandronik) : Dicker Dieb
- 1991 : Mein Bruder, der Clown : Direktor
- 1993 : Smacznego, telewizorku : Knedlik
- 1995 : Komorný spevák
- 1998 : Silvestr 1998 : Performer
- 1999 : Nevesta pro Paddyho
- 2002 : Cerná slecna slecna Cerná : Dodo
- 2006 : Zima kuzelnikov
- 2008 : Devatenact klaviru : recepcní Hasek